# Грант Голловей
Грант Голловей (англ. Grant Holloway, нар. 19 листопада 1997) — американський легкоатлет, який спеціалізується у бар'єрному бігу.

## Спортивні досягнення
Срібний олімпійський призер з бігу на 110 метрів з бар'єрами (2021).
Триразовий чемпіон світу з бігу на 110 метрів з бар'єрами (2019, 2022, 2023).
Чемпіон світу в приміщенні з бігу на 60 метрів з бар'єрами (2022).
Чемпіон США з бігу на 110 метрів з бар'єрами (2021) та 60 метрів з бар'єрами (2022).
Переможець Світового туру в приміщенні у бігу на 60 метрів з бар'єрами (2021).
Триразовий рекордсмен світу з бігу на 60 метрів з бар'єрами — 7,29 (2021), 7,29 (2022) та 7,27 (2024).